# Langelot aux arrêts de rigueur
« BING » redirige ici. Pour l’article homophone, voir Bing.
Langelot aux arrêts de rigueur est le trente-huitième roman de la série Langelot, écrite par le Lieutenant X, pseudonyme de Vladimir Volkoff. Il est paru pour la première fois en 1984, dans la Bibliothèque verte.
Dans le roman, Langelot est appelé à enquêter sur le meurtre d'un officier du SNIF, retrouvé en Bourgogne. Désobéissant au capitaine Mousteyrac qui l’a assigné à résidence dans sa chambre d'hôtel, Langelot enquête sur la mort du capitaine Tardy. Cette enquête le mène d'abord à Paris puis en Dordogne, au sein d'un phalanstère dont les membres sont de jeunes gens idéalistes, mais dont la direction a des vues sur le camp du BING (le Bataillon d'INtervention Générale) situé non loin de là. Cette unité militaire française fictive se retrouve dans les deux tomes suivants de la série.

## La trilogie duBING
- Langelot aux arrêts de rigueur
- Langelot et le commando perdu
- Langelot donne l'assaut

## Principaux personnages

### Les «gentils»
- Membres du SNIF
  - Langelot : orphelin, agent du Service National d'Information Fonctionnelle (SNIF), blond, 1,68 m, mince, « traits menus mais durs ».
  - Capitaine Mousteyrac : chef de section au SNIF.
  - Capitaine Tardy : chef de section au SNIF, retrouvé assassiné en début de roman.
  - Aspirant Gaspard :  membre du SNIF (alias « Melchior de Saint-Fiacre »).

- Autres
  - Isabeau Chapuis : environ 20 ans, enlevée par les méchants, ceinture noire de karaté.
  - Général de Rougeroc : commandant du BING.

### Les «méchants»
- Patroclas : milliardaire, l'un des dirigeants du SPHINX.
- Zaza Morkotny : agent du SPHINX, gestionnaire du phalanstère.
- « Minimum » et « Maximum » : malfrats au service du SPHINX.
- Alphonse Blons (dit « Blondie ») : voyou payé par « Minimum » et « Maximum ».

### Autres personnages
- Eberhardt Montespoir d'Aliborez : « Inspirateur Général » et directeur du phalanstère.
- Annette et Dolores (« Do ») : jeunes femmes du phalanstère.
- Jorge : jeune homme du phalanstère.

## Résumé
Le roman est matériellement divisé en deux parties, non titrées, de tailles équivalentes. L'action de la première partie a lieu en Côte-d'Or, à Paris et à Angoulême ; la seconde partie  dans un phalanstère en Dordogne.

### Première partie
Cette première partie est composée de 8 chapitres.
Langelot est réveillé en pleine nuit : son chef, le capitaine Montferrand, lui ordonne de se rendre à l'héliport de Paris-sud. Langelot, Montferrand et Mousteyrac (collègue de Montferrand) se rendent par hélicoptère près de Dijon où un homme mort, avec la carte professionnelle du capitaine Tardy, du SNIF, a été retrouvé par un paysan. Sur place, ils vérifient l'identité du défunt : il s'agit effectivement du capitaine Tardy. Ce dernier était chargé de la protection discrète d'une unité d'élite de l'armée française, le « BING » (Bataillon d'intervention générale). Montferrand charge Mousteyrac de l’enquête (nom de code : « mission Tête Chercheuse ») et affecte Langelot en tant qu'adjoint. Tandis que Montferrand rentre à Paris, Mousteyrac visite une maison abandonnée située non loin de là. Langelot y découvre un mégot, qualifié d'inintéressant par Mousteyrac, qui lui ordonne de le jeter. Langelot empoche le mégot ; Mousteyrac s'en aperçoit et lui inflige aussitôt une punition, que ce dernier n’avait jamais subie jusqu'à présent : les arrêts de rigueur. Jusqu'à nouvel ordre, il ne doit pas quitter la chambre d'hôtel réservée pour l'enquête. Laissant Langelot seul, Mousteyrac quitte l'hôtel avec le véhicule de la mission pour tenter de retrouver une cassette audio que Tardy aurait enregistrée avant d'être assassiné.
Incapable de rester inactif, Langelot décide de mener sa propre enquête. Empruntant une voiture d'un voisin, il retourne dans la maison près de laquelle le corps de Tardy avait été retrouvé. Il entend un appel au secours provenant du puits situé non loin de la maison : une jeune femme est au fond du puits. Il l'aide à en sortir. Elle lui dit qu'elle s'appelle Isabeau Chapuis, qu'elle a été enlevée 48 h auparavant à Paris par deux hommes, assistés d'un troisième surnommé « Blondie ». Après avoir assommé Blondie, son gardien, qu'elle a mis dans la cave de la maison que Langelot vient de visiter, elle s'était cachée dans le puits, dont elle n'est pas arrivée à sortir seule. Ayant cru qu'elle s'était échappée, Blondie a quitté les lieux. Alors qu'Isabeau est en train de raconter son histoire, un téléphone de campagne sonne soudain dans la maison abandonnée. Il s'agit des deux compères de Blondie, qui ordonnent à leur complice (pour lequel Langelot se fait passer) de tuer Isabeau. L'histoire d'Isabeau est donc vrai. Langelot révèle à la jeune femme son état d'agent secret.
Isabeau ayant indiqué à Langelot le numéro de plaque d'immatriculation de la moto de Blondie, l'agent secret téléphone au SNIF et demande l'identité et l’adresse du propriétaire de la moto. Il en informe Isabeau. Mais cette dernière, prenant congé de Langelot, le laisse près de la cabine téléphonique et s'enfuit avec la voiture. Langelot réagit immédiatement en prévenant son ami et collègue l'aspirant Gaspard, du SNIF ; il lui explique que celui-ci va recevoir sous peu de temps une jeune femme nommée Isabeau qui va s'adresser à lui comme étant « Melchior de Saint Fiacre ». En effet Langelot, n'ayant qu'une confiance limitée en Isabeau, lui a communiqué une fausse identité et une fausse adresse : celles qui conduisent à l'aspirant Gaspard. Langelot fait de nouveau appel aux moyens du SNIF pour se rendre à Paris, au domicile de son ami Gaspard. Celui-ci a effectivement été contacté par Isabeau ; Gaspard a réussi à maîtriser la jeune femme, qui pratique le karaté. Langelot donne alors à Isabeau l'information : le propriétaire de la moto s'appelle Alphonse Blons et habite au n° 42 rue Vieille-du-Temple. Langelot et Isabeau se rendent au domicile d’Alphonse Blons, qui s'avère être effectivement « Blondie », l'homme de main des ravisseurs d'Isabeau. Blondie est retrouvé, maîtrisé et interrogé. Il parle : il avait rendez-vous le soir même dans un hôtel d'Angoulême, mais avait décidé de ne pas s'y rendre ayant laissé échapper Isabeau. Langelot lui ordonne de se rendre au rendez-vous.
Blondie, pisté par une radio goniométrique à distance limitée, part pour Angoulême, suivi par Langelot et Isabeau. Blondie retrouve ses deux commanditaires, qui ignorent qu'Isabeau est encore vivante et qui rémunèrent Blondie pour le « travail effectué », incluant l'assassinat d'Isabeau. Blondie repart vers Paris. Langelot décide de suivre les deux hommes, affublés de deux sobriquets (« Minimum » et « Maximum »). Ces derniers quittent peu après leur repaire et se dirigent vers un rendez-vous. Là, Langelot et Isabeau constatent que les deux hommes rencontrent Patroclas, soi-disant milliardaire philanthrope mais en réalité l'un des dirigeants du syndicat international du crime appelé SPHINX.
Langelot et Isabeau prennent en filature Patroclas. Après la nuit passée à Bergerac, les deux jeunes gens poursuivent la filature de Patroclas qui continue sa route. Le milliardaire se rend en Dordogne, au phalanstère « La douceur de vivre ». La première partie se termine sur cette découverte; le lecteur ignore s'il y a un lien entre la mort du capitaine Tardy et l'enlèvement d'Isabeau.

### Seconde partie
Cette seconde partie est composée de 9 chapitres.
Langelot et Isabeau décident de se faire passer pour deux jeunes gens (« Nathanaël et Laetitia ») idéalistes et un peu « paumés » à la recherche d'un havre de paix. Sous cette couverture fictive, ils demandent donc asile au phalanstère où l'« Inspirateur Général », vieil homme qui dirige la communauté pacifiste, les accueille avec bienveillance. 
Patroclas fait un discours devant l'ensemble des membres de la communauté. Puis l'Inspirateur Général fait à son tour un discours d'accueil au cours duquel Langelot éprouve une énorme surprise : l'Inspirateur Général présente à tous l'admission de « Langelot ». Ce dernier craint un instant que sa supercherie soit dévoilée, pour découvrir avec stupéfaction que le « Langelot » en question est en réalité le nom d'emprunt du capitaine Mousteyrac, qui de son côté a poursuivi sa propre enquête en prenant l'identité de son jeune collègue. Mousteyrac, qui a aussi sollicité l'asile au phalanstère, se montre tout aussi étonné et irrité de voir Langelot au phalanstère. Mousteyrac tente à plusieurs reprises de lui parler, Langelot faisant tout son possible pour éviter toute discussion.
C'est alors que deux jeunes gens, revenant du village, accusent un militaire du BING de les avoir frappés et giflés, et d'avoir dégradé leurs vélos. Un journaliste local a pris des photos de derrière du militaire incriminé. L'« Inspirateur Général », accompagné du maire du village et de Langelot qui a demandé à les accompagner, se rend au camp d'entraînement du BING où il rencontre le général qui dirige l'unité. Ce dernier annonce qu'il va faire une enquête et que justice sera faite.
Plus tard dans la journée, une vingtaine de moutons sont retrouvés égorgés dans la bergerie de la communauté. Une mention écrite en lettres de sang donne à penser que ce sont des militaires du BING qui ont fait le coup. Un peu plus tard, deux militaires de cette unité sont faits prisonniers, ligotés et bâillonnés. L'émotion monte dans la communauté. Une délégation se met en marche pour aller manifester devant la porte du camp du BING. Outre Patroclas et les Phalanstériens, il y a aussi le journaliste local, un député et un sénateur. C'est alors que Mousteyrac se découvre : il informe les Phalanstériens de la mort du capitaine Tardy et que le BING est en alerte en raison d'événements graves se produisant dans le Pacifique. Il affirme qu'il s'agit d'une manipulation et que, probablement, les militaires du BING ne sont responsables ni de la provocation le matin au village, ni de la mort des moutons l'après-midi. Dans la foulée, Langelot prend la parole et invite Isabeau à révéler son histoire. La jeune femme parle de son enlèvement, de la présence dans la communauté de ses geôliers (le géant « Maximum » et le nain « Minimum ») et confirme les déclarations de Mousteyrac et de Langelot.
Voyant que le situation est sur le point de lui échapper, Patroclas brusque les choses. Il ordonne aux jeunes gens du phalanstère de se mettre en route. C'est alors que surviennent deux gendarmes, qui ont avec eux Blondie, que Langelot a fait arrêter à Angoulême. Blondie confirme qu'Isabeau a été enlevée, qu'il était chargé de la tuer, et le géant « Maximum » et le nain « Minimum » sont présents dans la communauté. Les deux truands nient maladroitement mais, constatant que personne ne les croit, sortent leurs armes. Mousteyrac tire sur l'un et sur l'autre, les mettant raides morts. L'un des bandits a eu le temps de tirer et de le blesser à l'abdomen. Durant la fusillade, Patroclas s'enfuit en utilisant un souterrain situé dans le manoir du phalanstère.
Dans les dernières pages du roman, on a la confirmation que le meurtre du capitaine Tardy était intimement lié à l'enlèvement d'Isabeau Chapuis. En effet Isabeau est la fille du capitaine Tardy, et les bandits voulaient utiliser la fille pour neutraliser le père. C'est pourquoi Isabeau avait fait des mensonges à Langelot et se trouvait non loin du lieu où a été retrouvé le capitaine Tardy. Il est confirmé que Patroclas finançait le phalanstère et que son but était de nuire au BING dont la caserne souterraine et les terrains d'entraînement sont adjacents au phalanstère. En revanche l'Inspirateur Général, tout aussi idéaliste que les jeunes gens qui avaient trouvé refuge dans la communauté, était de bonne foi. Le capitaine Mousteyrac explique à Langelot que la punition des arrêts de rigueur n'avait pour seul but que de l'écarter, Mousteyrac ayant décidé de désobéir aux ordres reçus de Montferrand  et de venger la mort de Tardy. Il ne voulait pas mêler Langelot, qu'il apprécie, à son incartade. Isabeau Chapuis exprime le souhait de faire carrière au SNIF comme son père.

## Parutions
- 1984 - Hachette, Bibliothèque verte (français, version originale), illustré par Robert Bressy.
- 1988 - Hachette, Bibliothèque verte (français, nouvelle version sous un nouveau format), illustré par Gilbert Raffin  (ISBN 2-01014581-X).

## Autour du roman
- Le roman n'indique pas comment le capitaine Mousteyrac a fait son enquête lui permettant de trouver si rapidement le phalanstère.
- Le BING, Bataillon d'INtervention Générale (le présent roman, page 114 et "Langelot et le commando perdu", page 9, édition du Triomphe) ou parfois "Brigade d'INtervention Générale" ("Langelot et le commando perdu", quatrième de couverture) arbore un insigne comportant une épée sur fond orange. Le GIGN utilise un insigne dépourvu d'épée[4]. L'Escadron de formation des commandos de l'air (EFCA), devenu Commando Parachutiste de l'Air n°20 (CPA 20), dispose d'un insigne comportant une épée sur fond bleu et rouge.
- Le camp d'entraînement du BING se trouve en Dordogne. En 1994, Vladimir Volkoff s'installera au village de Bourdeilles, en Dordogne, où il terminera sa vie.
- Langelot signale qu'il détient une ceinture rouge de karaté, art martial auquel il s'entraîne « deux heures par jour » (fin du chapitre 3).